# Carretera de voivodato 338

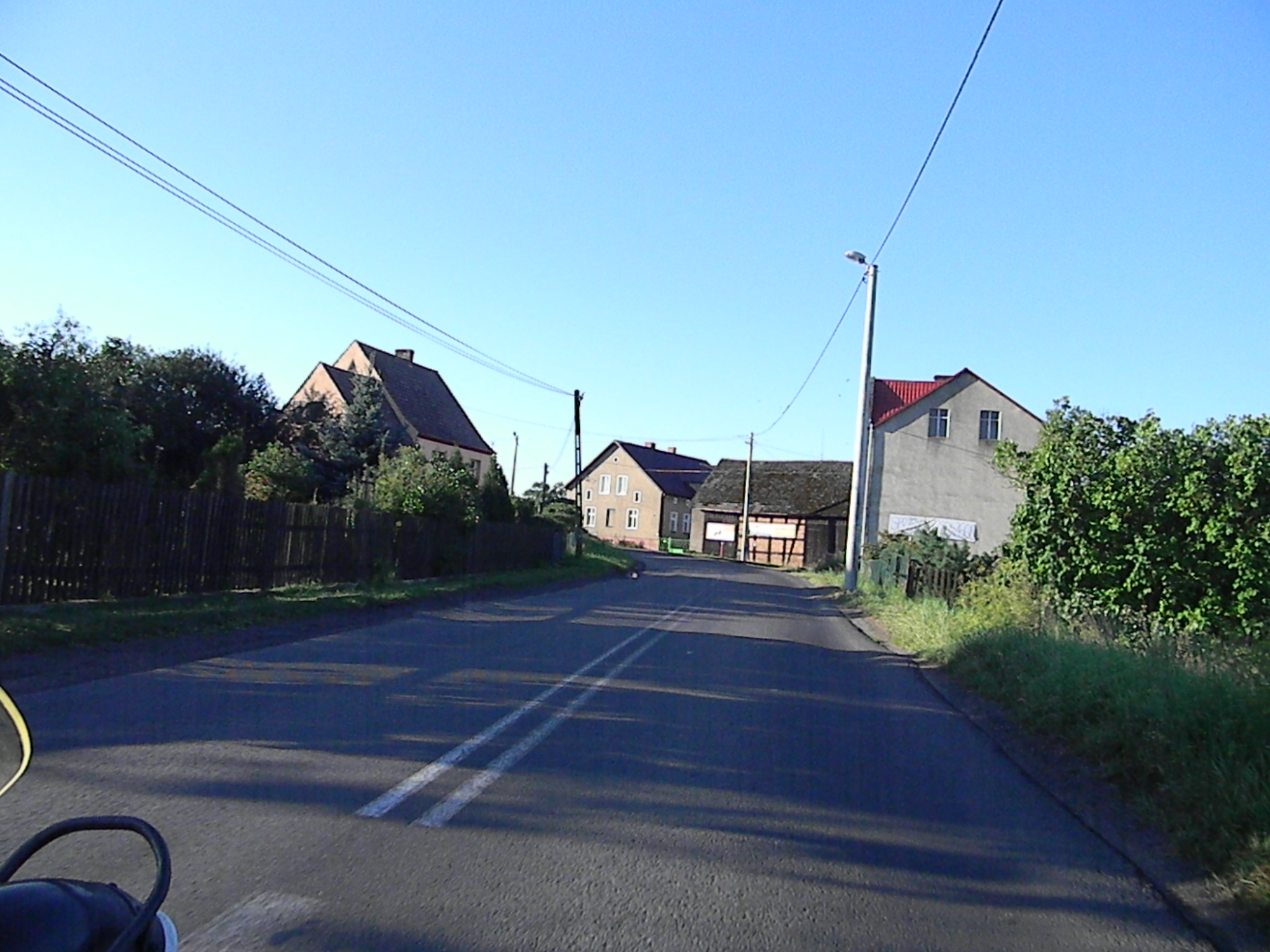
Carretera de voivodato 338 a su paso por el municipio de Prawików.

La carretera de voivodato 338 (en polaco droga wojewódzka nr 338) (DW338) es una carretera provincial situada en el voivodato de Baja Silesia, en Polonia, en los distritos de Legnica y Wołów. La carretera tiene una longitud total de 39 kilómetros, y conecta las localidades de Wińsko (DK36) y Kawice (DK94).